# Jürgen Plotz
Ernst Jürgen Plotz (* 25. November 1916 in Darmstadt; † 2. August 1990 in Bonn) war ein deutscher Gynäkologe und Hochschullehrer.

## Leben
Jürgen Plotz studierte Medizin an den Universitäten in Frankfurt am Main, München und Hamburg. Er wurde 1941 am Hamburger Universitätskrankenhaus Eppendorf bei Theodor Heinemann mit einer Arbeit Über die Histidinausscheidung im Harn von Schwangeren zum Dr. med. promoviert. Danach war er Soldat im Zweiten Weltkrieg. Er habilitierte sich 1953 über Experimentelle Untersuchungen zur Frage der Nebennierenrindenfunktion der graviden weißen Ratte in Hamburg bei Gerhard Schubert. Als Privatdozent war er weiter in Hamburg tätig, bevor er in die USA wechselte. Dort wurde er zunächst Assistenzprofessor und 1956 Associate Professor an der Universität Chicago. 
Nach seiner Rückkehr nach Deutschland war er von 1967 bis zu seiner Emeritierung 1982 ordentlicher Professor und Direktor der Bonner Universitäts-Frauenklinik in Bonn-Venusberg.

## Werk
Plotz forschte insbesondere zu Fragen der Endokrinologie in der Schwangerschaft und zu damit verbundenen Erkrankungen. Ein Schwerpunkt waren hierbei Einflüsse der Hormone der Nebenniere.
Er verfasste über 100 Fachveröffentlichungen und war einer der Mitbegründer der Zeitschrift Der Gynäkologe.